# Fallmeisterei (Thurnau)
Fallmeisterei (oberfränkisch: Fall-massderah) ist ein Gemeindeteil des Marktes Thurnau im Landkreis Kulmbach (Oberfranken, Bayern). Fallmeisterei liegt in der Gemarkung Thurnau.

## Geographie
Die Einöde liegt am Kropfenbach, die unmittelbar westlich als rechter Zufluss in den Aubach mündet. Ein Anliegerweg führt nach Todtenhaus zur Staatsstraße 2689 (Kulmbacher Straße).

## Geschichte
Die Fallmeisterei war die Abdeckerei für den Markt Thurnau. Das Hochgericht sowie die Grundherrschaft übte das Giech’sche Amt Thurnau aus. 1805 erfolgte die erste schriftliche Erwähnung.
Von 1797 bis 1810 unterstand der Ort dem Patrimonialgericht Thurnau. Mit dem Gemeindeedikt wurde Fallmeisterei 1811 dem Steuerdistrikt Thurnau und 1818 der Munizipalgemeinde Thurnau zugewiesen.

### Einwohnerentwicklung
| Jahr      | 001818 | 001861 | 001871 | 001885 | 001900 | 001925 | 001950 | 001961 | 001970 | 001987 |
| Einwohner | *      | 3      | 7      | 3      | 7      | 6      | 10     | 22     | 11     | 13     |
| Häuser    | *      |        |        | 1      | 1      | 1      | 1      | 1      |        | 1      |
| Quelle    | [ 8 ]  | [ 11 ] | [ 12 ] | [ 13 ] | [ 14 ] | [ 15 ] | [ 16 ] | [ 17 ] | [ 18 ] | [ 1 ]  |

## Religion
Fallmeisterei ist evangelisch-lutherisch geprägt und nach St. Laurentius (Thurnau) gepfarrt.